# Jorge Valderrama
Jorge Luis Valderrama (ur. 12 lutego lub 12 grudnia 1906 r., zm. 1968) – boliwijski piłkarz grający na pozycji pomocnika. 

## Kariera klubowa
Podczas kariery zawodniczej reprezentował barwy Oruro Royal. 

## Kariera reprezentacyjna
Jorge Valderrama grał w reprezentacji Boliwii w latach dwudziestych i trzydziestych. W 1926 uczestniczył w Copa América 1926. Boliwia zajęła na tym turnieju ostatnie, piąte miejsce a Valderrama wystąpił w trzech meczach. Rok później ponownie grał na Copa América 1927. Boliwia zajęła czwarte, ostatnie miejsce a Valderrama zagrał w dwóch meczach. Obu tych turniejach pełnił role grającego trenera reprezentacji Boliwii.
Był w składzie reprezentacji Boliwii podczas mistrzostw świata 1930. Na mundialu wystąpił w obu przegranych meczach z Brazylią i Jugosławią.